# Cheirogaleus crossleyi
Il chirogaleo di Crossley o chirogaleo dalle orecchie pelose (Cheirogaleus crossleyi A. Grandidier, 1870) è un lemure della famiglia Cheirogaleidae, endemico del Madagascar.

## Descrizione
Il colore del mantello è grigio-nerastro con variegature giallo-arancio sul dorso e sui fianchi: la gola ed il muso sono biancastri.

Attorno agli occhi è presente un cerchio nero: nere sono anche le orecchie, ricoperte di pelo anche sul margine interno (da qui il nome comune della specie).